# Zhugang (häradshuvudort i Kina, Zhejiang Sheng, lat 28,14, long 121,23)
Zhugang (kinesiska: 珠港, 珠港镇, 玉环县) är en häradshuvudort i Kina. Den ligger i provinsen Zhejiang, i den östra delen av landet, omkring 260 kilometer sydost om provinshuvudstaden Hangzhou. Antalet invånare är 616 346. Befolkningen består av 290 835 kvinnor och 325 511 män. Barn under 15 år utgör 14,0 %, vuxna 15-64 år 78 %, och äldre över 65 år 7,0 %.
Zhugang är det största samhället i trakten. Trakten runt Zhugang består till största delen av jordbruksmark.
Genomsnittlig årsnederbörd är 2 023 millimeter. Den regnigaste månaden är juni, med i genomsnitt 334 mm nederbörd, och den torraste är januari, med 74 mm nederbörd.